# RF online
『RF online』（アールエフ オンライン）は、韓国CCR社が製作したWindows向けMMORPGオンラインゲームである。なお、一度サービスが終了されていたが、運営会社変更の上で2007年4月20日より『RF online Z』（アールエフ オンライン ゼット）にタイトルが変更された上で再開されていた（後述）。
2018年4月25日(水)午前8時30分に日本版のサービスが終了した。

## 概要
日本ではセガのセガインターネットゲームナビの有料コンテンツ（月定額）として2005年10月からサービスが開始された。韓国ではx2game、欧米ではCodemastersなど世界33か国でサービスが開始されている（サービス開始予定の状態も含めると54か国）。ファンタジー（魔法、召喚モンスター）とSF（機械化兵士、巨大ロボット）を融合した世界、惑星ノバスにおける3つの種族間の闘争が主題となっている。

### 運営移管
2007年2月28日にセガのサービスが終了され、その後ゲームオンにより引き続き運営を行うことが発表された。2007年4月20日より現在のタイトルに変更の上で稼動を開始。2007年6月8日より課金アイテム制度による正式サービスが開始された。
2016年6月1日より株式会社ゲームフローにより運営されることになった。

### サービスの終了
2018年4月25日(水)午前8時30分（正確にはサーバーの落ちる時間がズレた為に8時33分）に日本版の株式会社ゲームフロー版のサービスが終了した。

## 特徴
RF onlineは、惑星・ノバスを舞台に3つの種族が覇権をかけて戦争を繰り広げるSFファンタジーになっており、RvR（Race vs Race：種族間戦闘）に特化したMMORPGになっている。
- テキスト入力によるチャットはほかの種族から見た場合、意味不明の記号の羅列になってしまい、会話をすることすら不可能（族長、およびアイテムによるまれな場合の例外を除く）。
- 一度プレイヤーキャラクタが拾ったアイテムはその種族の属性が付く。そのアイテムを捨ててもほかの種族が拾うことはできない。アイテムなどを種族間で（直接、間接関わらずあらゆる方法でも）受け渡すことは不可能。
- ひとつのサーバーの1アカウントについて3人のプレイヤーキャラクタを作ることができる。ただし種族が違う場合は、倉庫でアイテムを共有することができない。
- 同種族間では直接ダメージを与える行為は基本的にできない。（但し、英雄NPCにて売られている「カオスポーション」を使用すると、一定時間同種族へ攻撃を加える事が出来る）
- 1日に3回行われる聖戦の存在（後述）
- 他種族のプレイヤーキャラクタを撃破すると「貢献度」及び「PvPポイント」というパラメータが上昇し、「PvPポイント」を用いて強力な武器や各種能力を一定期間増強するアイテムを購入することができる。
- 種族長陣営システム（後述）

実行環境にある程度の能力を持ったDirectXの3D表示機能が必要であるがその分繊細なかつ大胆なグラフィックを実現している。起伏に富んだマップや雪や火山灰などの効果、そしてフォースやスキルのエフェクトなどの臨場感のある表現が多くみられる。キャラクタのモデリング自体も評価されている。
テーマソングは「The One」、2006年4月からは「The Force of Love(Lia)」。日本版のイメージイラストなどはタケダ サナが描いている。
CEROによるレーティングはB(12歳以上)。

## 種族
- アクレシア帝国
  - 戦闘に特化するために脳以外の肉体を機械化した戦闘種族。感情すら排除するため人工授精により男性のみが「生産」され、洗脳ともいえる教育の後に帝国軍隊兵士として脳以外の全てが機械化される。機械化のためフォース（魔法）を使用することができないが、ランチャーと呼ばれる強力な武器を扱うことができる。

- ベラート連邦
  - 高重力惑星から発生した種族の為、他の2つの種族よりも体格的には小さいが、パワーの点では劣らない。更にフォースも使用することができる上に、特定の職業が使用できる「機甲」と呼ばれる搭乗型人型兵器（ロボット）が存在している。かつては、銀河系で最も栄華を誇っていた。

- 神聖同盟コラ
  - 法王を中心とした唯一神ディセムを崇拝する宗教国家種族。優れた精神文明を誇るが、他種族を見下す傾向がある。強力な精神力を武器にしたフォース（魔法）を駆使する他、「アニムス」と呼ばれる召喚モンスターを使役することができる上級職業が存在する。

## 職業（クラス）
このゲームではキャラクタ作成時に基本的な職業を選択し、レベル30で第一次転職、レベル40で第二次転職を行うことで能力の細分化が行われる。基本クラスは3種族で共通であるが、第一次転職以降は種族ごとに異なった特性を持ったクラスが存在している。

### 基本クラス
- ウォーリア
  - 近接武器による攻撃を得意とする。第一次転職以降、さらに攻撃力を伸ばすタイプと防御力を高めるタイプに細分化されていく。
- レンジャー
  - 遠隔攻撃に特化。第一次転職以降は火力を重視するタイプと隠密行動を行うタイプなどが存在する。アクレシア帝国のレンジャーの上級職はアクレシア帝国特有の武器「ランチャー」に特化したスキルを使用することができる。
- スピリチュアリスト
  - フォース（魔法）を得意とする（他の職業では初級のフォースのみが使用可能）。第一次転職以降は補助を得意とするクラスと攻撃フォースを得意とするクラスに細分化。神聖同盟コラの「アニムス」はコラのスピリチュアリストの第一次転職で専用のクラス「サマナー」に転職することで使用可能となる。
  - アクレシア帝国のキャラクタはスピリチュアリストを選択することはできない。
- スペシャリスト
  - 材料を元にアイテムを生産できるクラス。第一次転職でガードタワーと呼ばれる固定砲台を設置できるようになり、第二次転職では蘇生スキルや若干ながら補助スキルも使用できる。ベラート連邦の「機甲」はスペシャリストの第一次転職で「ドライバー」を選択することで可能となる。

### デュアルクラス
通常、第一次転職を行う際にはそれまでのクラスの上位クラスを選択することが推奨されているが、それ以外の上位クラスを選択することも可能である。このような転職の選択を「デュアルクラス」と呼ぶ。
この「デュアルクラス」転職を行った場合、上級職特有のクラススキルは使用することができない（「機甲」の使用および「アニムス」召喚を除く）。しかしながら熟練度（近接、遠隔）によるスキルなどは転職前、転職後のクラスのものが使用できる。

#### 例
- ベラート連邦の「スペシャリスト」以外のキャラクタも転職時に「スペシャリスト」の上位クラス「ドライバー」およびその上位クラス「アーマーライダー」を選択することは可能。ただし転職した際に「アーマーライダー」のクラススキル「アーマードマスタリー」は適用されない（「機甲」自体は使用可能）。
- 逆にスペシャリストのキャラクタが転職時にスペシャリスト以外を選択することも可能。その際に選択したクラスのクラススキルは使用できないが、熟練度が十分にある場合は中級以上の近接スキル・遠隔スキル・フォースを使用可能となる。

### クラスリファイン
課金アイテム「クラスリファインカプセル」を使用することで、一次及び二次転職の選択を取り消し別のクラスを選択することができる。但し、キャラクタ作成時の基本クラスの変更は出来ず、また、転職ボーナスは取得できない。

## スキル
このゲームにおいてスキルには「クラススキル」と「近接・遠隔スキル」「アイテムスキル」が存在している。また「フォース」は属性（ファイア、アクア、ウィンド、アース、およびベラート連邦のみのホーリー、神聖同盟コラのみのダーク）に分かれており、それぞれに熟練度が存在している。

### クラススキル
第一次転職以後、その職業（クラス）に特化したスキル。ただしパッシブ（明確に使用はできないが、常に有効になっているスキル）タイプのクラススキルを持つクラスもある。
第一次転職後のクラスは種族ごとに別になっており、それぞれのクラスについてユニークなクラススキルが存在することで各種族の特色を出すための大きな要素となっている。

### アイテムスキル
アイテムを装備することで使用できるスキル。現在は、マントを装備する事で一定時間の高速移動が可能になる「ブスター」のみ。

### 近接・遠隔スキル、フォース
近接攻撃、遠隔攻撃、フォースはそれぞれ初級、中級、上級、最上級とクラス分けされたスキルが存在する。初級はクラスにかかわらず使用できるが、中級、上級、最上級は現在のクラス系統に応じたものしか使用できない
（中級以上の近接スキルはウォーリア系、中級以上の遠隔スキルはレンジャー系、中級以上のフォースはスピリチュアリスト系）。
デュアルクラスの場合基本クラスと転職以降のクラスの2つの系統の中級以降のスキルが使用できるのが利点である。
初級、中級、上級、最上級それぞれについて熟練度が設定されており、その段階のクラスを使用することで熟練度が上昇する。この熟練度が一定量以上になると、それより一段階上のスキルを使用することができる。
- 初級スキルの熟練度を30→中級スキルが使用可能
- 初級スキルの熟練度を50、中級スキルの熟練度を50→上級スキルが使用可能

（スペシャリストの場合初級スキルの熟練度を50以上、二次転職済み→中級スキルが使用可能。この条件を満たすことでスペシャリストは近接、遠隔共に中級まで使用できる。）
なお、最上級のスキルは2008年4月現在では未実装（スキルアイコンが「NO IMAGE」となっている）。

### 種族長委員スキル
支援隊長（後述）の期間中のみ使用可能。
種族によってスキル名は異なるが、自分を含めた一定範囲内の同種族に攻撃力と防御力各20％増加させるスキルと、同最大HPと最大FPを各20％増加させるスキルの2つがある。
強力な効果を持つスキルだが、使用中は一定間隔でFPを消費し、これが発動者に大きな負担となる。

## 種族長陣営
このゲームでは種族長を始めとする種族長陣営（通称ランカーとも呼ばれる）システムが存在している。
種族長以下、副族長、攻撃隊長、防御隊長、支援隊長で、種族長1名その他は2名ずつの9名で構成される。種族長及び各隊長のうち、種族情報の左側に配置される委員は選挙で選ばれ、選挙で一位となったものが種族長、以下選挙の順位に応じて副族長以下が選出される。
立候補が5名に満たなかった場合は貢献度の順位の高いものから選挙により満たされなかった枠に選出される。また立候補が一人もおらず選挙自体が不成立の場合は、種族長は前任の者が継続される。
また種族情報の右側に配置される副族長以下4名の委員は、種族長の任命により選出される。
選出された者は種族の代表及びまとめ役となり、プレーヤーサイドでの種族の運営を行う場合が多い。
族長陣営に選出された場合は、どの委員も共通で
- 種族チャット（水色という通常より目立つ色で、種族通貨を消費することなく全マップで見ることができる）が使用できる。
- 聖戦時において、各コントロールユニットの残量を％で常に確認することが出来る。

という特色の他に、各枠に応じての特典が与えられる。
- 種族長
  - 攻撃力30％、防御力30％増加
  - クリティカルボムの購入及び使用が可能となる。
  - トレードマシンやその他の税収を毎日獲得できる（但し大抵の場合はその種族の国庫として別途管理が要求される）。
- 副族長
  - 防御力50％増加
  - クリティカルボムの使用が可能。
- 攻撃隊長
  - 攻撃力20％増加
- 防御隊長
  - 防御力20％増加
- 支援隊長
  - 種族長委員スキル（前述）が使用可能

但し、支援隊長の特殊スキル、種族長の税収（国庫）の管理、コントロールユニット残量の確認の出来る人数が限られているため随時皆に知らせなければならない等、特典が必ずしも利点ではない場合もある。

## 聖戦
このゲームでは（現実世界の）1日に3回（6時、14時、22時）、「聖戦」と呼ばれる定期イベントが発生する。この「聖戦」は3つの種族の有志の参加者が「クレッグ鉱山」と呼ばれるマップに集合し、他の種族のコントロールユニットを破壊することを目標とする戦闘を行う。
「クレッグ鉱山」では5種類の鉱石を採掘することができ、この鉱石を精製することでアイテムを製作するための資源や、武器防具をアップグレードするための「タリック」と呼ばれるアイテムなどを作ることが可能となっている。
しかしながら、その鉱石を採掘するにはクレッグ鉱山の最深部で採掘を行わなければならない。クレッグ鉱山の最深部には通常は「ホーリーストーンキーパー」と呼ばれる巨大なモンスターが常駐しており、プレイヤーキャラクタを無条件に攻撃するため最深部に入ることができなくなっている。
その「ホーリーストーンキーパー」をコントロールし、最深部で採掘を行うためには二つのコントロールチップが必要で、各種族はそれぞれ一つのコントロールチップを確保している（各コントロールチップはクレッグ鉱山の3ヶ所のコントロールユニットに保存されている）。聖戦では各コントロールユニットがアクティブになり、各種族が他の種族のコントロールユニットを破壊してコントロールチップを奪取するために戦闘を行う。
クレッグ鉱山で戦闘を行うキャラクタの数に特に制限がなく、パーティーやギルドなどの制限もないため、ゲームの参加者の多数が聖戦に参加することになりコントロールユニット前での攻防は100人以上のキャラクタが集合することも珍しくない。特にゲームオンに移管された後は基本プレイが無料、またそれ以前にあった4つのサーバーをひとつのサーバーにまとめた形で運用されているため、プレイヤーの集中する22時の聖戦は非常に負荷が高く、環境によってはキャラクターを動かすのもままならない状況になっている。

## 経済システム
このゲームではそれぞれの種族（国家）で取引の際に税が課せられる。ノンプレイヤーキャラクタからの購入・売却だけでなく、鉱石の精製代金にも適用される。
この税率はゲーム内でのその種族の経済活動の状態により一日一回改訂される。
また、一部のアイテム（鉱石の精製物、宝石、タリック、アクセサリ）は売却した際にはそれぞれの種族の通貨ではなく、ゴールドと呼ばれる共通通貨で換算される。このゴールドを種族通貨に両替する為替レートも毎日変動している。
経済活動が活発な種族の税率は高く、為替レートは「ゴールド低種族通貨高」になることで特定の種族が突出することを抑えている（ただしプレイヤーからは経済活動の詳細を見ることはできないので必ずしも正確な動きをしているかどうかはわからないのが実情である）。

## マップ構造

### HQ
各国家ごとに存在するゲーム開始時の拠点となるマップ。このマップには他の種族は侵入できない。一次転職前はこのマップでレベルアップに励むことになる。

### 中立都市
各国家ごとに二つ存在。都市の中は戦闘を行うことが出来ないが、都市の外には他種族が侵入することができるため注意を要する。プレイヤー間の売買を仲介するトレードマシン／トレードタワーも中立都市に存在する。

### クレッグ鉱山
聖戦および鉱石採掘を行うことが出来るマップ。コントロールユニットを防衛する各種族のNPCやレジュワーディアンと呼ばれるモンスターが徘徊している。

### 天空のイダー
各HQから30分ごとに輸送船が運航しており、チケットを購入して移動することが出来る（レベル制限35以上）。雪と嵐が舞う極寒の地であり、晴れた日には空中に浮いた岩石も見ることが出来る。過去宇宙船などの発着地点として使われていたようであるが今では放棄されている。プラットフォームと呼ばれる施設が無人にもかかわらずいまだに天頂に向かってビームを発射している。
カリアナと呼ばれる種族やファサー、ホボシリーズといった武装した機械が多数存在している。

### セット砂漠
各HQから移動できる三種族共通のマップ。各種族から離反したという設定のNPC「ターンコート」が存在。ここから「コールドロン火山地帯」に移動できる。

### コールドロン火山地帯
セット砂漠の先にある高レベル限定のマップ（レベル制限40以降）。名前にもある通り火山の溶岩を纏った強力なモンスターが多数存在している。

### エラン高原
高レベル、多人数での攻略が推奨されるボスが多数存在するマップ（レベル制限45以上）。一部の高レベルの敵キャラを倒すとこのエラン高原に移動できるアイテムを獲得することが出来る。

### 野獣の山
コールドロン火山地帯の先にある高レベル限定のマップ（レベル制限49以上）。マップ全体に雨降りのエフェクト及び霧のエフェクトが掛かっているため環境によっては非常に重い。

### カルテル生体研究所
天空のイダーの先にある高レベル限定のマップ（BIFレベル制限50以上／B2Fレベル制限61以上）。

### 追放者の大地
野獣の山の先にある高レベル限定のマップ（レベル制限51以上）。

### エルフの地
レベル制限55以上の高レベル限定マップ。制限を満たせば入場可能だが、中身はほとんど未実装。

## タイトルについて
日本版のタイトル画面では副題としてFantasy & Romanceとついているが、公式にはRFはRising Forceの略である。ただし韓国でも初期のRising Forceと直接記述されたタイトルロゴマークが変更され今のロゴマークになっていることからRising Forceという語にあまり拘っているわけではない（ゲーム内でもRising Forceという語に直接結びつくような要素は特に存在しない）。